# جاكلين بيرس (كاتبة)
جاكلين بيرس هي كاتبة للأطفال وكاتِبة كندية، ولدت في 1962.